# Allington (Dorset)
Allington è un villaggio e parrocchia civile dell'Inghilterra, appartenente alla contea del Dorset.